# Prionotropis appula
Prionotropis appula (O. G. Costa, 1836) è un insetto ortottero celifero appartenente alla famiglia Pamphagidae.

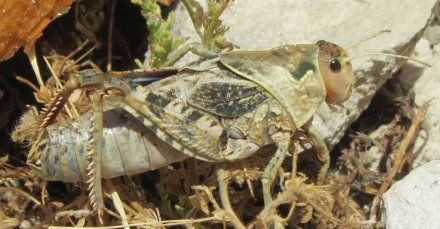
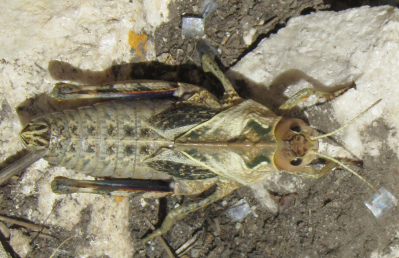